# Rottura dell'ossido di gate dipendente dal tempo
La rottura dell'ossido di gate dipendente dal tempo (o rottura dielettrica dipendente dal tempo, TDDB) è una tipologia di fallimento del transistore MOSFET, che avviene quando l'ossido di gate si rompe a causa dell'applicazione prolungata di un campo elettrico relativamente basso (a differenza di quanto accade in presenza di un forte campo elettrico, che determina un breakdown immediato). La rottura dielettrica in questione è causata dalla formazione di un percorso conduttivo che collega il gate del transistore al suo substrato attraverso l'ossido.

## Modelli
In generale, la generazione dei difetti nel dielettrico è un processo stocastico. Esistono due modalità di rottura:
1. quella intrinseca, causata cioè dalla generazione di difetti indotti da stress elettrico
2. quella estrinseca ossia dovuta a difetti indotti dal processo di fabbricazione.

Per i circuiti integrati, il tempo di rottura dipende sia dallo spessore dello strato dielettrico ma anche dal tipo di materiale impiegato che, a sua volta, è correlato al nodo del processo di fabbricazione. I prodotti di vecchia generazione (con spessore dell'ossido di gate > 4 nm) sono basati sul biossido di silicio (SiO2) mentre i nodi di processo avanzati (con ossido di gate < 4 nm) fanno utilizzo di materiali dielettrici ad elevata costante dielettrica.
Esistono diversi modelli di rottura e lo spessore dell'ossido di gate determina la validità del modello. Il modello E, il modello 1/E e il modello esponenziale della legge di potenza sono modelli comuni che descrivono il comportamento di guasto.

## Metodo di prova
Il test comunemente utilizzato l'individuazione del TDDB è quello a "stress costante". I test a stress costante possono essere applicati sotto forma di tensione costante (CVS) o corrente costante. Nel primo caso al gate del transistore viene applicata una tensione inferiore alla tensione di rottura dell'ossido mentre ne viene monitorata la corrente di leakage. In queste condizioni il tempo impiegato dall'ossido per rompersi è chiamato tempo di fallimento. Il test viene quindi ripetuto su più dispositivi ottenendo così una distribuzione dei tempo al fallimento. Queste distribuzioni vengono poi utilizzate per creare grafici di affidabilità e per prevedere il comportamento dell'isolante ad altre tensioni.